# لوكاس سنغ
لوكاس سنغ (بالإنجليزية: Lucas Sang) هو منافس ألعاب قوى وفلاح كيني، ولد في 12 فبراير 1961، وتوفي في 2008.

## وصلات خارجية
- لوكاس سنغ على موقع الاتحاد الدولي لألعاب القوى (الإنجليزية)
- لوكاس سنغ على موقع أوليمبيديا (الإنجليزية)